# Élections à l'Assemblée d'Estrémadure de 1991
Les élections à l'Assemblée d'Estrémadure de 1991 (en espagnol : Elecciones a la Asamblea de Extremadura de 1991) se sont tenues le dimanche 26 mai 1991, afin d'élire les soixante-cinq députés de la troisième législature de l'Assemblée d'Estrémadure.
Le scrutin voit la victoire du Parti socialiste ouvrier espagnol d'Estrémadure (PSOE-Ex), qui remporte la majorité absolue des sièges avec la majorité relative en voix.

## Contexte
Depuis la mort de Francisco Franco et l'avènement de la transition démocratique, l'Estrémadure s'affirme comme une terre dominée par le PSOE.
Ainsi, au cours des élections à l'Assemblée d'Estrémadure du 10 juin 1987, le Parti socialiste ouvrier espagnol d'Estrémadure du président de la Junte Juan Carlos Rodríguez Ibarra s'impose avec 49,8 % des suffrages exprimés et 34 députés sur 65. Il devance largement l'Alliance populaire d'Estrémadure (AP Extremadura), que mène le chef de l'opposition régionale Adolfo Díaz-Ambrona et qui doit alors se contenter de 24,4 % des voix, soit 17 mandats. Nouveau venu sur la scène politique régionale, le Centre démocratique et social (CDS), conduit dans la communauté autonome par l'écrivain Tomás Martín Tamayo, parvient à totaliser 12,5 % des suffrages et 8 parlementaires. Ainsi, les régionalistes de l'Estrémadure unie sont relégués en quatrième position avec leurs 5,9 % et 4 sièges. Enfin, la Gauche unie Estrémadure, construite autour du Parti communiste d'Espagne, est la dernière force politique à entrée à l'Assemblée avec 5,5 % et les 2 élus restants à pourvoir.
Organisées le même jour, les élections municipales confirment ce panorama politique. Les socialistes sont ainsi premiers avec 47,5 % des voix, devant les conservateurs qui cumulent 23,6 %. Troisièmes, les centristes atteignent le résultat de 13,4 %, devant les écosocialistes qui remportent 7,4 %. Les listes indépendantes suivent avec 3,4 %, devant les régionalistes et leurs 3,1 %. En conséquence, le PSOE se maintient au pouvoir dans six des sept villes de plus de 25 000 habitants de la communauté autonome, dont Badajoz, Cáceres et Mérida, avec la majorité absolue des sièges dans quatre d'entre elles. Le CDS parvient lui à emporter la mairie de Plasencia grâce au maire sortant, précédemment élu sous l'étiquette UCD puis indépendant. En outre, les socialistes confirment leur emprise sur les deux députations provinciales, où ils maintiennent leurs majorités absolues.
Enfin, toujours le 10 juin 1987 se tiennent les premières premières élections au Parlement européen en Espagne. En Estrémadure, le résultat se conforme à la situation politique enregistrée lors des deux autres scrutins qui se tiennent le même jour. La liste du PSOE vire en tête avec 50,3 %, loin devant celle de l'AP qui doit se contenter de 26,4 %. Le CDS perce à 10,9 %, devant IU qui – avec 4,7 % – progresse d'une place au détriment de EU, dont la liste réalise à peine 3,5 %. Aux élections européennes du 15 juin 1989, la participation atteint son plus bas niveau depuis 1976 avec à peine 60 % d'inscrits se rendant aux urnes. Les socialistes établissent leur record avec 55,2 %, laissant derrière le nouveau Parti populaire (PP) – successeur de l'AP – et ses 22 %. Les centristes se réaffirment troisième mais avec 8,7 %, devant les écosocialistes qui se maintiennent à 4,9 %. Quant à EU, elle participe à une liste régionaliste qui ne compte que 2,4 % des exprimés, derrière la liste indépendante de l'entrepreneur José María Ruiz-Mateos.
Quatre mois et demi plus tard, ce sont les élections générales anticipées du 29 octobre qui sont convoquées. Avec 54,2 % des voix et 7 sièges sur les 11 à pourvoir au Congrès des députés, le PSOE finit une fois encore premier, devant le PP qui compte alors 25,1 % et remporte les 4 élus restants. Le CDS s'ancre sur la scène politique d'Estrémadure en totalisant 9,6 %, alors qu'IU confirme sa quatrième position avec un cumul de 6,9 %. EU poursuit elle sa descente avec tout juste 1,8 %. Au Sénat, les socialistes obtiennent 3 mandats dans chaque province, le dernier de chacune revenant chaque fois aux conservateurs.

## Mode de scrutin

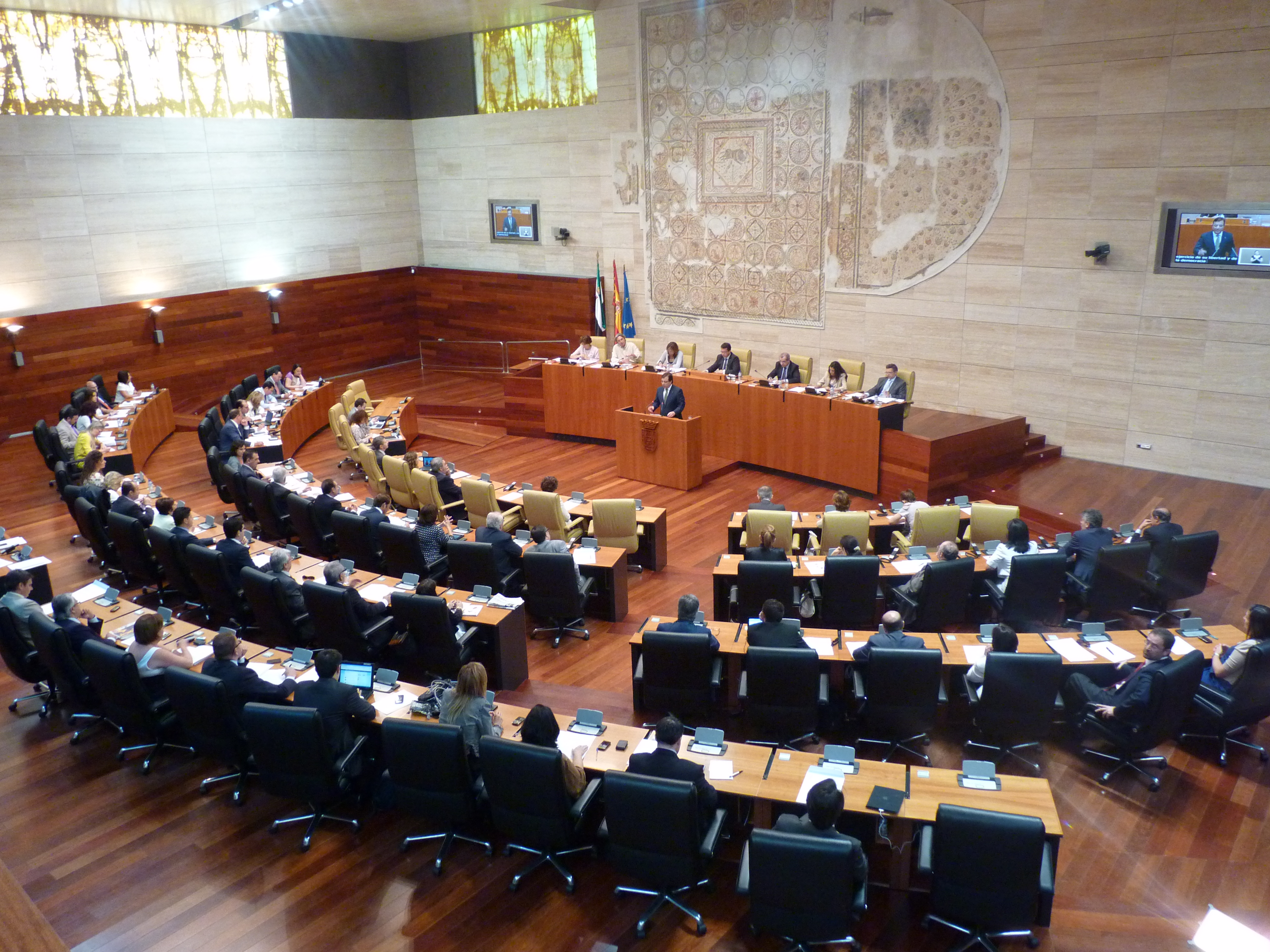
Salle des séances de l'Assemblée.

L'Assemblée d'Estrémadure (en espagnol : Asamblea de Extremadura) se compose de 65 députés, élus pour un mandat de quatre ans au suffrage universel direct, suivant le scrutin proportionnel à la plus forte moyenne d'Hondt.
Chaque province constitue une circonscription, à raison de 35 sièges pour Badajoz et 30 sièges pour Cáceres. Seules les forces politiques – partis, coalitions, indépendants – ayant remporté au moins 5 % des suffrages exprimés au niveau du territoire provincial ou au niveau de la communauté autonome participent à la répartition des sièges.

## Campagne

### Partis et chefs de file
| Force politique | Force politique                                                                                  | Chef de file                 | Idéologie                                         | Résultats de 1987          |
| --------------- | ------------------------------------------------------------------------------------------------ | ---------------------------- | ------------------------------------------------- | -------------------------- |
|                 | Parti socialiste ouvrier espagnol d'Estrémadure Partido Socialista Obrero Español de Extremadura | Juan Carlos Rodríguez Ibarra | Centre gauche Social-démocratie, progressisme     | 49,6 % des voix 34 députés |
|                 | Parti populaire d'Estrémadure Partido Popular de Extremadura                                     | Vicente Sánchez Cuadrado     | Centre droit Conservatisme, démocratie chrétienne | 24,4 % des voix 17 députés |
|                 | Centre démocratique et social Centro Democrático y Social                                        | Tomás Martín Tamayo          | Centre Social-libéralisme, réformisme             | 12,5 % des voix 8 députés  |
|                 | Estrémadure unie Extremadura Unida                                                               | Pedro Cañada                 | Centre droit Régionalisme                         | 5,9 % des voix 4 députés   |
|                 | Gauche unie Estrémadure Izquierda Unida Extremadura                                              | Manuel Pareja                | Gauche Écosocialisme, communisme, républicanisme  | 5,5 % des voix 2 députés   |

## Résultats

### Voix et sièges
| Inscrits                                                  | Inscrits                     | Inscrits                 | 821 191   |             |                      |                      |
| Abstentions                                               | Abstentions                  | Abstentions              | 238 019   | 28,98 %     |                      |                      |
| Votants                                                   | Votants                      | Votants                  | 583 172   | 71,02 %     |                      |                      |
|                                                           |                              |                          |           |             |                      |                      |
| Bulletins enregistrés                                     | Bulletins enregistrés        | Bulletins enregistrés    | 583 172   |             |                      |                      |
| Bulletins blancs ou nuls                                  | Bulletins blancs ou nuls     | Bulletins blancs ou nuls | 8 554     | 1,47 %      |                      |                      |
| Suffrages exprimés                                        | Suffrages exprimés           | Suffrages exprimés       | 574 618   | 98,53 %     | 65 sièges à pourvoir | 65 sièges à pourvoir |
|                                                           |                              |                          |           |             |                      |                      |
| Liste                                                     | Tête de liste                |                          | Suffrages | Pourcentage | Sièges acquis        | Var.                 |
| Parti socialiste ouvrier espagnol d'Estrémadure (PSOE-Ex) | Juan Carlos Rodríguez Ibarra |                          | 313 649   | 54,58 %     | 39 / 65              | 5                    |
| Parti populaire d'Estrémadure (PP-E)                      | Vicente Sánchez Cuadrado     |                          | 155 028   | 26,98 %     | 19 / 65              | 2                    |
| Gauche unie Estrémadure (IUEx)                            | Manuel Pareja                |                          | 41 278    | 7,18 %      | 4 / 65               | 2                    |
| Centre démocratique et social (CDS)                       | Tomás Martín Tamayo          |                          | 33 313    | 5,8 %       | 3 / 65               | 5                    |
| Estrémadure unie (EU)                                     | Pedro Cañada                 |                          | 14 452    | 2,52 %      | 0 / 65               | 4                    |
| Autres listes                                             | Néant                        |                          | 16 898    | 2,94 %      | 0 / 65               |                      |

### Analyse
Si 12 500 citoyens supplémentaires s'inscrivent sur les listes électorales en quatre ans, ce sont 18 500 inscrits supplémentaires qui font le choix de l'abstention par rapport à 1987. La participation retombe donc autour de 71 %, mais se maintient pour la troisième fois consécutive au-dessus de 70 % du corps électoral.
Le Parti socialiste ouvrier espagnol d'Estrémadure est le grand gagnant de ces troisièmes élections régionales depuis 1983. Avec 20 700 bulletins favorables en plus, il dépasse pour la première fois dans ce type de scrutin la barre des 300 000 suffrages, atteignant ainsi un résultat inédit de plus de 54 % des exprimés et la majorité des trois cinquièmes à l'Assemblée. Il progresse dans les deux provinces et franchit, pour la première fois en douze ans, la majorité absolue des voix dans la province de Cáceres. Il y remporte donc plus de la moitié des sièges avec 3 mandats supplémentaires.
L'amélioration se révèle deux fois moindre pour le nouveau Parti populaire d'Estrémadure, qui engrange seulement 10 900 voix nouvelles, ce qui amène son retard sur les socialistes à 158 600 votes. Il reste donc cantonné pour la seconde fois sous le seuil des 30 % et réalise comme quatre ans plus tôt un résultat inférieur à la moitié de celui qu'enregistre le PSOE. C'est aussi dans Cáceres qu'il améliore son résultat avec 4,5 points et 2 députés de mieux que l'Alliance populaire en 1987.
La Gauche unie Estrémadure progresse légèrement, gagnant tout juste 6 600 voix et 2 députés en quatre ans, mais cela lui permet tout de même d'atteindre pour la première fois depuis la création de la communauté autonome la place de troisième force politique. En effet, le Centre démocratique et social perd un total de 32 500 voix, ce qui le fait rétrograder en quatrième position et perdre 5 de ses 8 députés. C'est dans la circonscription de Cáceres que sa chute est la plus forte avec un recul de l'ordre de 7 points et 3 députés. Quant à l'Estrémadure unie, son incapacité à franchir le seuil des 5 % – du fait d'un très fort recul de 17 800 voix – fait disparaître pour la première fois depuis 1983 toute force régionaliste de l'Assemblée.

### Conséquences
Le 2 juillet 1991, à l'issue d'une journée de débats, le socialiste Juan Carlos Rodríguez Ibarra est investi président de la Junte d'Estrémadure pour un troisième mandat par 39 voix pour, 23 contre et aucune abstention. Il est officiellement nommé le 4 juillet.